# Austin Ortega
Austin Ortega (* 12. April 1994 in Escondido, Kalifornien) ist ein US-amerikanischer Eishockeyspieler, der seit August 2025 bei den Dresdner Eislöwen aus der Deutschen Eishockey Liga (DEL) unter Vertrag steht und dort auf der Position des rechten Flügelstürmers spielt. Zuvor war Ortega bereits drei Jahre für den EHC Red Bull München sowie kurzzeitig die Eisbären Berlin und Adler Mannheim in der DEL aktiv.

## Karriere
Ortega spielte während seiner Juniorenzeit für verschiedene Vereine der United States Hockey League (USHL), in der er in der Saison 2012/13 bester Torschütze seines Vereins Indiana Ice wurde. Zum Ende der Hauptrunde dieser Saison wechselte er zu den Fargo Force, mit denen der Kalifornier das Playoff-Finale der USHL erreichte und mit acht Toren bester Torschütze seines Teams in den Playoffs war. Nach dieser Spielzeit schloss er sich dem Eishockeyteam der University of Nebraska Omaha an, deren Eishockeymannschaft als Omaha Mavericks in der National Collegiate Athletic Association (NCAA) als Vertreter der im Mittleren Westen beheimateten Teams in der National Collegiate Hockey Conference (NCHC) aktiv sind. Ortega spielte vier Spielzeiten für die Mavericks, wobei er schon in seiner zweiten Saison mit elf Siegtoren in einer Saison einen neuen NCAA-Rekord aufstellte. Auch in der folgenden Saison 2015/16 war er neben Jake Guentzel einer der erfolgreichsten Scorer seines Teams. In seiner letzten Collegesaison 2016/17 wurde er mit 47 Punkten erfolgreichster Scorer der Mavericks, hielt mit nunmehr 23 Siegertoren den NCAA-Rekord in dieser Statistik, wurde für den Hobey Baker Memorial Award des besten US-Collegespielers der Saison nominiert und in das All-Star-Team der NCHC berufen.

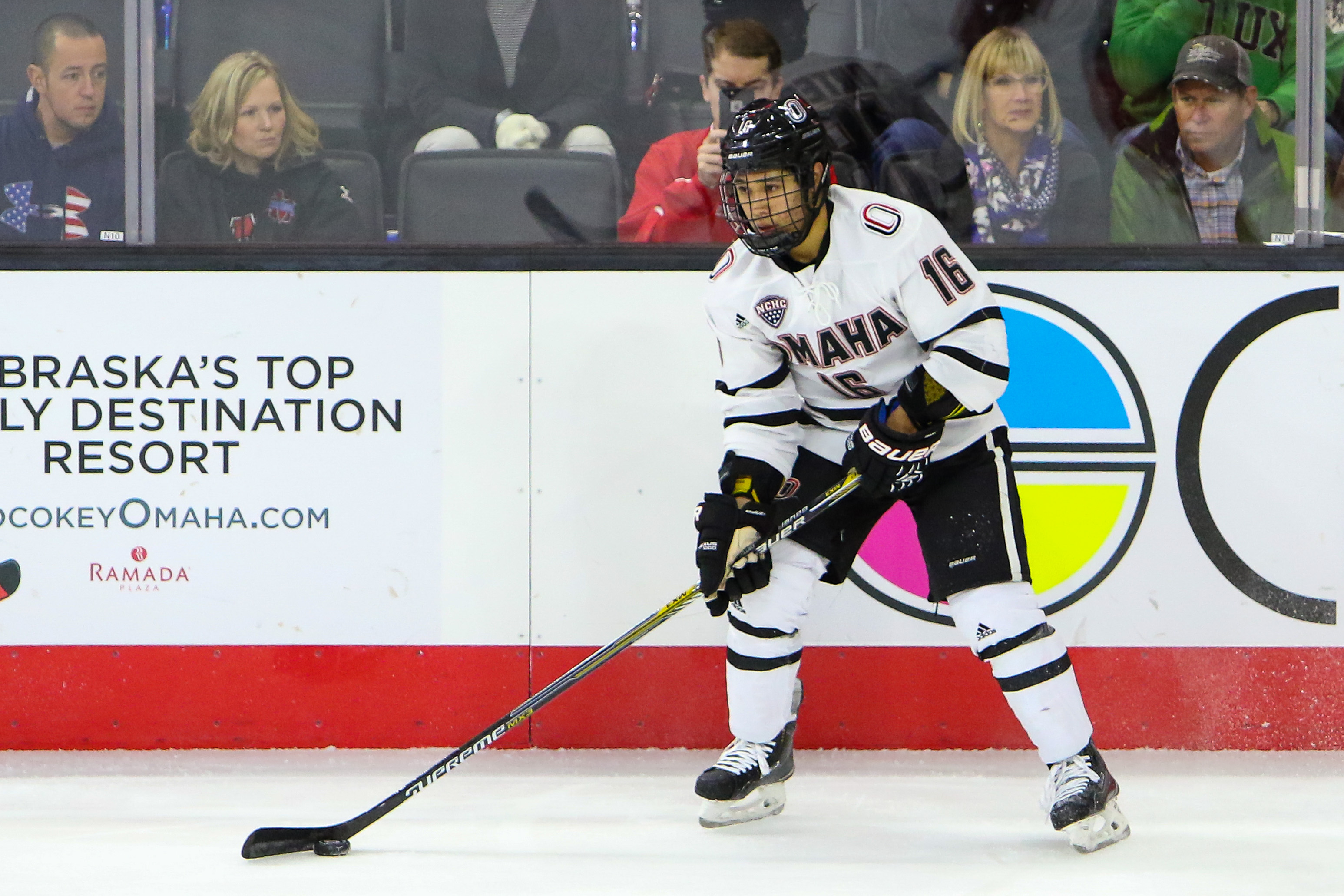
Ortega im Trikot der Omaha Mavericks (2015)

Noch zum Ende der Saison 2016/17 verpflichteten ihn daraufhin die San Diego Gulls, das AHL-Team aus seiner Heimatregion in Kalifornien. Nach 37 AHL Spielen für die Gulls wechselte Ortega im Januar 2018 zu den Utah Grizzlies in die ECHL. Bei den Grizzlies konnte er in 29 Spielen 45 Punkte erzielen und wurde zum ECHL-Rookie des Monats Februar 2018 gewählt. Zur Saison 2018/19 unterschrieb Ortega einen Zweijahresvertrag bei den Växjö Lakers, dem zu dieser Zeit amtierenden Meister der Svenska Hockeyligan (SHL). Gleich in einem seiner ersten Einsätze für das schwedische Team konnte er im Champions-Hockey-League-Spiel gegen den EC Red Bull Salzburg einen Hattrick erzielen, musste sich aber insgesamt erst an die defensivere Spielweise der Lakers gewöhnen.
Im Februar 2019 wurde der Amerikaner von den Eisbären Berlin aus der Deutschen Eishockey Liga (DEL) bis zum Saisonende 2018/19 für den Langzeitverletzten Thomas Oppenheimer ausgeliehen. Bei den Eisbären bildete er mit Louis-Marc Aubry und Brendan Ranford eine erfolgreiche Angriffsreihe und qualifizierte sich mit dem Verein für die Pre-Playoffs. Im Sommer 2020 weigerte sich Ortega, auf 25 % seines Gehalts zu verzichten und verließ daher die Eisbären. In 65 Spielen für die Eisbären erzielte er 25 Tore. Anschließend unterschrieb er einen Vertrag bei TPS Turku. In Turku spielte der Stürmer bis Anfang Januar 2021, ehe er nach Österreich zum EC Red Bull Salzburg wechselte. Zur Saison 2021/22 unterschrieb Ortega einen Vertrag beim EHC Red Bull München und kehrte damit in die DEL zurück. Mit den Münchenern gewann der US-Amerikaner in der Folge zunächst die Vizemeisterschaft und ein Jahr später den Gewinn der Deutschen Meisterschaft.
Nach der Spielzeit 2023/24 verließ Ortega den Klub nach drei Jahren und wechselte zu Admiral Wladiwostok aus der Kontinentalen Hockey-Liga (KHL). Dort wurde der Offensivspieler noch vor dem Start der Saison 2024/25 entlassen. Im Oktober 2024 fand er im HC Slovan Bratislava aus der slowakischen Extraliga einen neuen Arbeitgeber, für den er bis Mitte Januar 2025 in 26 Spielen 22-mal punktete. Anschließend sicherten sich die Adler Mannheim aus der DEL die Dienste des Stürmers für den Saisonendspurt. Zur Spielzeit 2025/26 wechselte er zu deren DEL-Ligarivalen Dresdner Eislöwen.

## Erfolge und Auszeichnungen
| - 2015 NCHC Honorable Mention All-Star Team - 2017 NCHC First All-Star Team - 2017 NCAA West Second All-Star Team | - 2018 ECHL-Rookie des Monats Februar - 2022 Deutscher Vizemeister mit dem EHC Red Bull München - 2023 Deutscher Meister mit dem EHC Red Bull München |

## Karrierestatistik

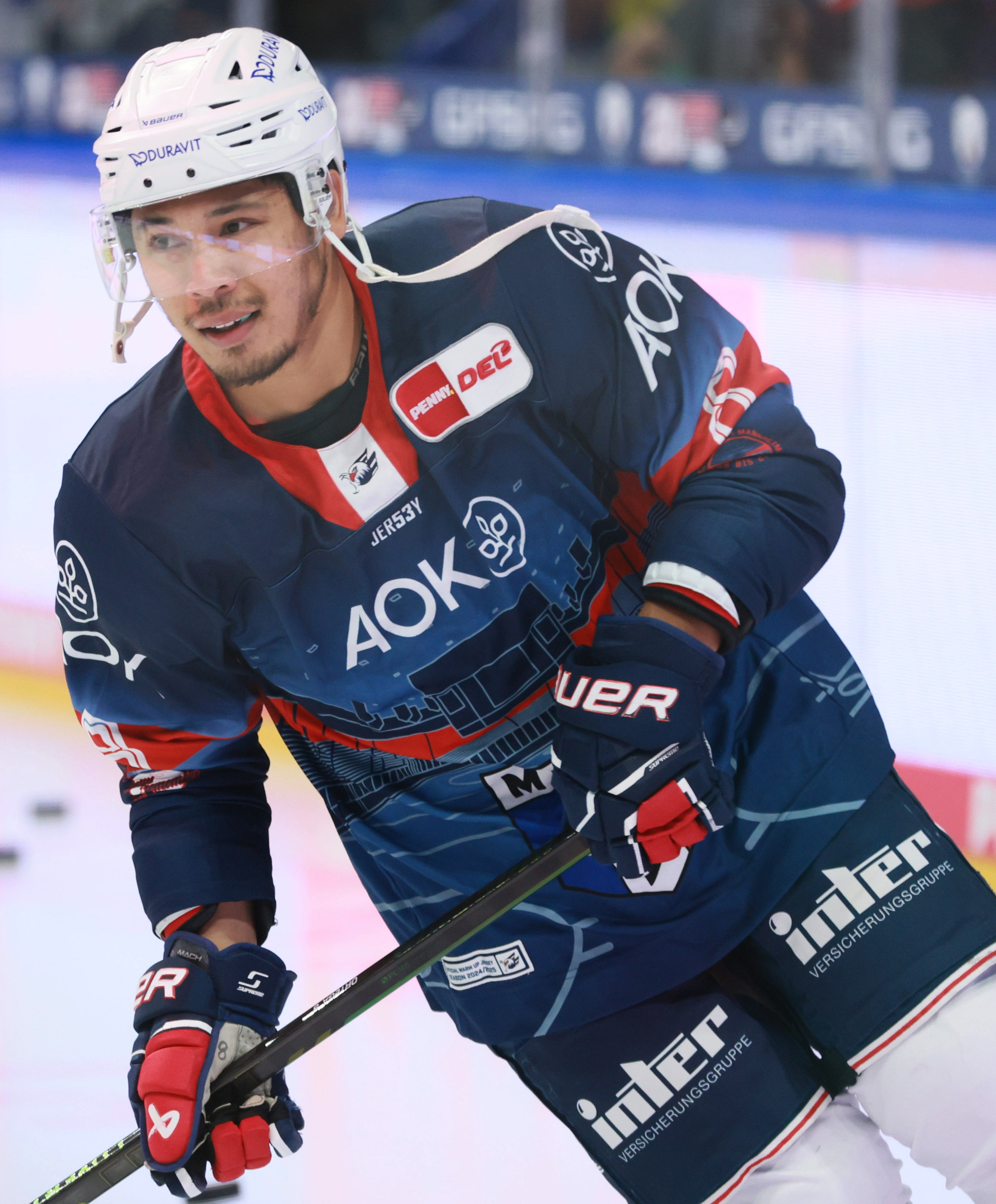
Ortega als Spieler der Adler Mannheim (2025)

Stand: Ende der Saison 2024/25
(Legende zur Spielerstatistik: Sp oder GP = absolvierte Spiele; T oder G = erzielte Tore; V oder A = erzielte Assists; Pkt oder Pts = erzielte Scorerpunkte; SM oder PIM = erhaltene Strafminuten; +/− = Plus/Minus-Bilanz; PP = erzielte Überzahltore; SH = erzielte Unterzahltore; GW = erzielte Siegtore; 1 Play-downs/Relegation; Kursiv: Statistik nicht vollständig)